# Chelys

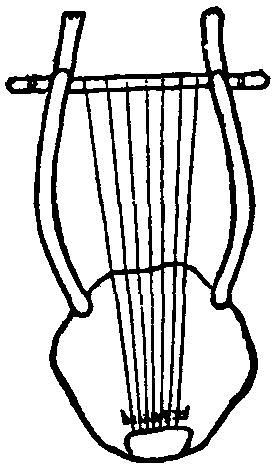
Chelys en un dibujo en un jarrón en el Museo Británico.

El chelys (en griego antiguo: χέλυς en latín: testudo), era un instrumento musical de cuerda, la lira común en la música de la Antigua Grecia. La caja de resonancia tenía una parte posterior convexa hecha con el caparazón de una tortuga o bien de madera.

## Descripción
La palabra "chelys" se empleaba para hacer alusión a la lira más antigua de los griegos, que se decía que había sido inventada por Hermes. Según el "Himno homérico a Hermes" (475), los sonidos de la música le atrajeron mientras caminaba por las orillas del Nilo. Se dio cuenta de que esos sonidos procedían del caparazón de una tortuga a través del cual estaban unos tendones estirados que el viento había puesto en vibración.
La denominación chelys se ha aplicado arbitrariamente desde las épocas clásicas a los diversos instrumentos de cuerda, algunos de cuerda frotada y otros de cuerda pulsada, probablemente debido a la parte posterior que era bastante abombada. Athanasius Kircher aplicó el nombre de chelys a una clase de viola con ocho cuerdas en su tratado Musurgia universalis. Numerosas representaciones de los chelys o testudo pueden verse en las vasijas griegas, en las cuales se representa con un caparazón real; un buen ejemplo se da en Le Antichità di Ercolano (vol. i. p1. 43). Propertius (iv. 6) llama al instrumento el “lyra testudinea”. Joseph Justus Scaliger fue probablemente el primer escritor en prestar atención a la diferencia entre chelys y cítara.